# Rubén Pulido
Rubén Martín Pulido (Madrid, 2 febbraio 1979) è un ex calciatore spagnolo, di ruolo difensore.

## Carriera
Nato nella capitale della Spagna, Pulido iniziò a giocare a calcio nel settore giovanile del Real Madrid ma la categoria più alta del club in cui riuscì a giocare fu il Real Madrid C.
Nel 2000 lasciò il Real Madrid e si trasferì a Cuenca per giocare nell'Unión Balompédica Conquense, in Segunda División B.
Un anno dopo passò allo Sporting Gijón, in Segunda División, con cui giocò 22 partite (21 da titolare) e segnò quattro reti.
Nella stagione successiva tornò a Madrid per giocare nel Rayo Vallecano. La squadra retrocesse in Segunda División B ma Pulido fu ingaggiato dal Getafe, squadra della Primera División.
Restò a Getafe fino al 2007, quando fu ingaggiato dall'Almería, un'altra squadra che giocava nella massima serie. Con gli andalusi disputò 26 incontri e segnò 3 reti ma a fine stagione lasciò il club e passò al Real Saragozza, in Segunda División.
Nella prima stagione con gli aragonesi scese in campo 23 volte contribuendo alla promozione in Primera División. Nella stagione successiva giocò 22 partite e segnò 2 gol.
Nel 2010 si trasferì in Grecia per giocare con l'Asteras Tripolis, squadra della Super League greca.
Esordì con la nuova maglia il 25 settembre 2010, in una partita persa 3-0 ad Atene in casa dell'Olympiakos. Segnò il primo gol nella partita successiva, giocata il 2 ottobre a Tripoli contro l'Atromitos (1-1).
Concluse la sua prima stagione all'estero con 23 partite e quattro reti segnate.
Nella stagione 2013-2014 giocò all'Aris Salonicco, prima di ritirarsi dal calcio giocato.